# X-Men (filmová série)
X-Men je filmová série, která vznikla v roce 2000 na motivy stejnojmenné série komiksů od vydavatelství Marvel Comics a patří americkému filmovému studiu 20th Century Fox. Od roku 2017 se ve stejném světě odehrávají také dva televizní seriály. Jedním z nich je Legion a druhým X-Men: Nová generace.

## Filmy
| Český název           | Původní název         | Datum vydání v USA | Režie           | Scénář                                       | Námět                                 | Produkce                                      |
| Trilogie X-Menů       | Trilogie X-Menů       | Trilogie X-Menů    | Trilogie X-Menů | Trilogie X-Menů                              | Trilogie X-Menů                       | Trilogie X-Menů                               |
| --------------------- | --------------------- | ------------------ | --------------- | -------------------------------------------- | ------------------------------------- | --------------------------------------------- |
| X-Men                 | X-Men                 | 14. července 2000  | Bryan Singer    | David Hayter                                 | Tom DeSanto a Bryan Singer            | Lauren Shuler Donner a Ralph Winter           |
| X-Men 2               | X2                    | 2. května 2003     | Bryan Singer    | Michael Dougherty, Dan Harris a David Hayter | Zak Penn, David Hayter a Bryan Singer | Lauren Shuler Donner a Ralph Winter           |
| X-Men: Poslední vzdor | X-Men: The Last Stand | 26. května 2006    | Brett Rattner   | Simon Kinberg a Zak Penn                     | Simon Kinberg a Zak Penn              | Lauren Shuler Donner, Ralph Winter a Avi Arad |

| Český název                              | Originální název                         | Datum vydání v USA                       | Režie                                    | Scénář                                                       | Produkce                                                            |
| Původní časová linie / Original timeline | Původní časová linie / Original timeline | Původní časová linie / Original timeline | Původní časová linie / Original timeline | Původní časová linie / Original timeline                     | Původní časová linie / Original timeline                            |
| ---------------------------------------- | ---------------------------------------- | ---------------------------------------- | ---------------------------------------- | ------------------------------------------------------------ | ------------------------------------------------------------------- |
| X-Men Origins: Wolverine                 | X-Men Origins: Wolverine                 | 1. května 2009                           | Gavin Hood                               | David Benioff a Skip Woods                                   | Lauren Shuler Donner, Ralph Winter, Hugh Jackman a John Palermo     |
| X-Men: První třída                       | X-Men: First Class                       | 3. června 2011                           | Matthew Vaughn                           | Ashley Miller, Zack Stentz, Jane Goldmanová a Matthew Vaughn | Lauren Shuler Donner, Bryan Singer, Simon Kinberg a Gregory Goodman |
| Wolverine                                | The Wolverine                            | 26. července 2013                        | James Mangold                            | Mark Bomback a Scott Frank                                   | Lauren Shuler Donner a Hutch Parker                                 |
| X-Men: Budoucí minulost                  | X-Men: Days of Future Past               | 23. dubna 2014                           | Bryan Singer                             | Simon Kinberg                                                | Lauren Shuler Donner, Bryan Singer, Simon Kinberg a Hutch Parker    |
| Upravená časová linie / Revised timeline |                                          |                                          |                                          |                                                              |                                                                     |
| Deadpool                                 | Deadpool                                 | 12. února 2016                           | Tim Miller                               | Rhett Reese a Paul Wernick                                   | Lauren Shuler Donner, Simon Kinberg a Ryan Reynolds                 |
| X-Men: Apokalypsa                        | X-Men: Apocalypse                        | 27. května 2016                          | Bryan Singer                             | Simon Kinberg                                                | Lauren Shuler Donner, Simon Kinberg, Bryan Singer a Hutch Parker    |
| Logan: Wolverine                         | Logan                                    | 3. března 2017                           | James Mangold                            | Scott Frank, James Mangold a Michael Green                   | Lauren Shuler Donner, Simon Kinberg a Hutch Parker                  |
| Deadpool 2                               | Deadpool 2                               | 18. května 2018                          | David Leitch                             | Rhett Reese, Paul Wernick a Ryan Reynolds                    | Lauren Shuler Donner, Simon Kinberg a Ryan Reynolds                 |
| X-Men: Dark Phoenix                      | Dark Phoenix                             | 7. června 2019                           | Simon Kinberg                            | Simon Kinberg                                                | Simon Kinberg, Hutch Parker, Lauren Shuler Donner a Todd Hallowell  |
| Noví mutanti                             | The New Mutants                          | 26. srpna 2020                           | Josh Boone                               | Josh Boone a Knate Lee                                       | Simon Kinberg, Karen Rosenfelt a Lauren Shuler Donner               |

### Původní trilogieX-Menů(2000–2006)

#### X-Men(2000)
Ve filmu jsou představeni Logan a Rogue, kteří se ocitají uprostřed konfliktu mezi X-Meny profesora X a Bratrstvem mutantů vedeným Magnetem. Magneto má v plánu za pomoci vlastnoručně vyrobeného zařízení zmutovat světové vůdce na summitu Organizace spojených národů a přimět tím lidstvo, aby přijalo mutanty jako jedince zasluhující si rovná práva. Netušil však, že vynucená mutace povede pouze k jejich smrti.
V roce 1993 koupila společnost 20th Century Fox a producentka Lauren Shuler Donner práva k X-Menům. K sepsání scénáře byl najat Andrew Kevin Walker a zájem o produkci projevil James Cameron. Nakonec se v červenci 1996 stal režisérem Bryan Singer. Přestože nebyl fanouškem komiksů, byl fascinován analogiemi předsudků a diskriminace, jež X-Meni nabízeli. Autory scénáře jsou John Logan, Joss Whedon, Ed Solomon, Christopher McQuarrie a David Hayter, přičemž v titulcích byl uveden pouze Hayter. Natáčení začalo v září 1999 v Torontu v Kanadě a skončilo v březnu 2000. Film byl vydán 14. července 2000.

#### X-Men 2(2003)
Nedlouho po událostech prvního filmu se v Bílém domě odehraje neúspěšný atentát na prezidenta McKennu, spáchaný tajemným teleportujícím se mutantem Nightcrawlerem. McKenna schvaluje poručíkovi Williamu Strykerovi vojenskou invazi Xavierovy školy ve Westchesteru. Profesor Xavier a Cyclops, kteří kvůli atentátu na prezidenta navštíví Magneta v plastovém vězení, jsou Strykerem uneseni, načež má být profesor Xavier využit k zabití všech mutantů na Zemi pomocí Dark Cerebra. Stryker chce dosáhnout genocidy mutantského druhu, ke kterému chová zášť kvůli tomu, že jeho vlastní syn je mutant. X-Meni se musí spojit s Magnetem a Xaviera osvobodit, než bude pro jejich druh pozdě.
Finanční i kritický úspěch prvního filmu vedl studo 20th Century Fox k téměř okamžitému schválení pokračování. Režisér Bryan Singer a producent Tom DeSanto si druhý snímek představovali jako x-menovskou verzi filmu Impérium vrací úder, přičemž mělo dojít k mnoha zásadním odhalením o postavách. David Hayter a Zak Penn napsali dva odlišné scénáře, jejichž údajně nejlepší části pak spojily do jednoho scénáře. Penn se rozhodl adaptovat svým scénářem grafický román Chrise Claremonta God Loves, Man Kills, v němž náboženský fanatik William Stryker hodlá vyhubit mutanty s využitím telepatických schopností Charlese Xaviera. Michaela Kamena, skladatele hudby pro předchozí film, nahradil Singerův dlouhodobý spolupracovník John Ottman, jehož znělka X-Menů později zazněla ještě ve dvou dalších filmech série. Film byl vydán 2. května 2003.

#### X-Men: Poslední vzdor(2006)
Měsíce po událostech X-Men 2 oznamuje soukromá farmaceutická společnost Worthinton Labs, že našla "lék" na mutaci. Mutantská komunita je kvůli tomu rozdělena, a Magneto správně odhadne, že tento "lék" má být použit jako zbraň ke zbavení mutantů jejich výjimečných schopností. Začne organizovat revoltu s cílem proniknout na ostrov Alcatraz a zmocnit se zdroje této pochybné látky. X-Meni, ovlivnění smrtí Jean Greyové v předchozím filmu, se mu hodlají postavit. V rámci kontinuity série, počínaje poslední scénou tohoto filmu, začíná vyplývat na povrch, že látka nepotlačuje schopnosti mutantů do konců jejich životů, a svých schopností tedy po určité době znovu nabudou.
Výroba třetího filmu x-menovské trilogie byla ovlivněna odchodem režiséra Bryana Singera, který se místo něj rozhodl natočit film Superman se vrací pro Warner Bros. Pod jeho vedením měl být třetí film čistě adaptací ságy Dark Phoenix od Chrise Claremonta a Johna Byrna, a do role hlavní záporné postavy Emmy Frost měla být obsazena Sigourney Weaver. Se Singerem projekt opustili původní scenáristé, Dan Harris a Michael Dougherty, a režisérské křeslo bylo nabídnuto Darrenu Aronofskymu, Zacku Snyderovi, Matthew Vaugnovi a Jossu Whedonovi. Nakonec se režie chopil Brett Ratner a scénář k filmu napsali Simon Kinberg a Zak Penn. Film byl vydán 26. května 2006.

## Časová linie
Události filmů jsou rozděleny do dvou časových linií, a to do původní a nové časové linie.

## Postavy a obsazení
| Postava                          | X-Men Původní časová linie          | Filmy o Wolverinovi | X-Men Upravená časová linie     | Filmy o Deadpoolovi |
| -------------------------------- | ----------------------------------- | ------------------- | ------------------------------- | ------------------- |
| John Allerdyce Pyro              | Alexander Burton Aaron Stanford     |                     |                                 |                     |
| Raven Darkhölme Mystique         | Rebecca Romijn Jennifer Lawrenceová |                     | Jennifer Lawrenceová            |                     |
| Robert "Bobby" Drake Iceman      | Shawn Ashmore                       |                     | Shawn Ashmore                   |                     |
| Jean Grey Phoenix / Dark Phoenix | Famke Janssen                       | Famke Janssen       | Famke Janssen Sophie Turner     |                     |
| James Howlett / Logan Wolverine  | Hugh Jackman                        | Hugh Jackman        | Hugh Jackman                    |                     |
| Jubilation Lee Jubilee           | Katrina Florence Kea Wong           |                     | Lana Condor                     |                     |
| Erik Lehnsherr Magneto           | Ian McKellen                        | Ian McKellen        | Michael Fassbender Ian McKellen |                     |
| Moira MacTaggert                 | Olivia Williams                     |                     | Rose Byrne                      |                     |
| Marie Rogue                      | Anna Paquin                         |                     | Anna Paquin                     |                     |
| Peter Maximoff Quicksilver       |                                     |                     | Evan Peters                     | Evan Peters         |
| Henry "Hank" McCoy Beast         | Steve Bacic Kelsey Grammer          |                     | Nicholas Hoult Kelsey Grammer   | Nicholas Hoult      |
| Ororo Munroe Storm               | Halle Berryová                      |                     | Halle Berryová Alexandra Shipp  | Alexandra Shipp     |
| Elizabeth Braddock Psylocke      | Meiling Melançon                    |                     | Olivia Munn                     |                     |
| Kitty Pryde                      | Sumela Kay Katie Stuart Ellen Page  |                     | Ellen Page                      |                     |
| Piotr "Peter" Rasputin Colossus  | Donald Mackinnon Daniel Cudmore     |                     | Daniel Cudmore                  | Stefan Kapičić      |
| William Stryker II.              | Brian Cox                           | Danny Huston        | Josh Helman                     |                     |
| Alexander "Alex" Summers Havok   |                                     |                     | Lucas Till                      |                     |
| Scott Summers Cyclops            | James Marsden                       | Tim Pocock          | James Marsden Tye Sheridan      | Tye Sheridan        |
| Kurt Wagner Nightcrawler         | Alan Cumming                        |                     | Kodi Smit-McPhee                | Kodi Smit-McPhee    |
| Wade Wilson Deadpool             |                                     | Ryan Reynolds       |                                 | Ryan Reynolds       |
| Charles Xavier Professor X       | Patrick Stewart                     | Patrick Stewart     | James McAvoy Patrick Stewart    | James McAvoy        |

## Projekty
V průběhu let se objevily zmínky o dalších případných filmech, na kterých studio v různých fázích vývoje pracovalo. Byly však zrušeny poté, co v březnu 2019 koupila studio Fox společnost Disney, jež vlastní Marvel Studios. Práva na použití postav ve filmech tedy přešla do Marvel Studios.
- nepojmenovaný film o X-Force[34]
- nepojmenovaný třetí film o Deadpoolovi[35]
- nepojmenované sequely filmu Noví mutanti[36]
- nepojmenovaný film o X-23[37][38]
- nepojmenovaný film o Multiple Man[39]
- nepojmenovaný film o Kitty Pryde[40][41]
- nepojmenované filmy o Alpha Flight a Exiles[42][43]